# Nuoto in acque libere ai campionati mondiali di nuoto 2022
Le competizioni di nuoto in acque libere ai campionati mondiali di nuoto 2022 si sono svolte dal 26 al 30 giugno 2022 nelle acque del lago Lupa di Budakalász. Sono state disputate un totale di 7 gare: 3 maschili, 3 femminili e una a squadre miste.

## Calendario
| Data           | Ora (UTC+2) | Evento          |
| -------------- | ----------- | --------------- |
| 26 giugno 2022 | 13:00       | 6 km a squadre  |
| 27 giugno 2022 | 09:00       | 5 km maschili   |
| 27 giugno 2022 | 12:00       | 5 km femminili  |
| 29 giugno 2022 | 08:00       | 10 km femminili |
| 29 giugno 2022 | 12:00       | 10 km maschili  |
| 30 giugno 2022 | 07:00       | 25 km maschili  |
| 30 giugno 2022 | 07:10       | 25 km femminili |

## Podi

### Uomini
| Evento           | Oro                  | Tempo     | Argento              | Tempo     | Bronzo            | Tempo     |
| ---------------- | -------------------- | --------- | -------------------- | --------- | ----------------- | --------- |
| 5 km (dettagli)  | Florian Wellbrock    | 52'48"8   | Gregorio Paltrinieri | 52'52"7   | Mychajlo Romančuk | 53'13"9   |
| 10 km (dettagli) | Gregorio Paltrinieri | 1h50'56"8 | Domenico Acerenza    | 1h50'58"2 | Florian Wellbrock | 1h51'11"2 |
| 25 km (dettagli) | Dario Verani         | 5h02'21"5 | Axel Reymond         | 5h02'22"7 | Péter Gálicz      | 5h02'35"4 |

### Donne
| Evento           | Oro                   | Tempo     | Argento        | Tempo     | Bronzo                | Tempo     |
| ---------------- | --------------------- | --------- | -------------- | --------- | --------------------- | --------- |
| 5 km (dettagli)  | Ana Marcela Cunha     | 57'52"9   | Aurélie Muller | 57'53"8   | Giulia Gabbrielleschi | 57'54"9   |
| 10 km (dettagli) | Sharon van Rouwendaal | 2h02'29"2 | Leonie Beck    | 2h02'29"7 | Ana Marcela Cunha     | 2h02'30"7 |
| 25 km (dettagli) | Ana Marcela Cunha     | 5h24'15"0 | Lea Boy        | 5h24'15"2 | Sharon van Rouwendaal | 5h24'15"3 |

### Misto
| Evento                    | Oro                                                          | Tempo     | Argento                                                          | Tempo     | Bronzo                                                                                | Tempo     |
| ------------------------- | ------------------------------------------------------------ | --------- | ---------------------------------------------------------------- | --------- | ------------------------------------------------------------------------------------- | --------- |
| 6 km a squadre (dettagli) | Germania Lea Boy Oliver Klemet Leonie Beck Florian Wellbrock | 1h04"40'5 | Ungheria Réka Rohács Anna Olasz Dávid Betlehem Kristóf Rasovszky | 1h04"43'0 | Italia Ginevra Taddeucci Giulia Gabbrielleschi Domenico Acerenza Gregorio Paltrinieri | 1h04"43'0 |

## Medagliere
| Pos.   | Paese       | Oro | Argento | Bronzo | Totale |
| ------ | ----------- | --- | ------- | ------ | ------ |
| 1      | Italia      | 2   | 2       | 2      | 6      |
| 2      | Germania    | 2   | 2       | 1      | 5      |
| 3      | Brasile     | 2   | 0       | 1      | 3      |
| 4      | Paesi Bassi | 1   | 0       | 1      | 2      |
| 5      | Francia     | 0   | 2       | 0      | 2      |
| 6      | Ungheria    | 0   | 1       | 1      | 2      |
| 7      | Ucraina     | 0   | 0       | 1      | 1      |
| Totale | Totale      | 7   | 7       | 7      | 21     |